# Sonny Boy Williamson I
Sonny Boy Williamson I, rodným jménem John Lee Curtis Williamson (30. března 1914, Jackson, Tennessee, USA - 1. června 1948, Chicago, Illinois, USA) byl americký bluesový zpěvák a hráč na foukací harmoniku, původně známý jen pod jménem Sonny Boy Williamson.

## Kariéra
Jeho otec zemřel když byl malé dítě a vychovávala jej pouze matka. Svou první harmoniku dostal ve věku jedenácti let. Svou kariéru zahájil ve třicátých letech a v roce 1937 poprvé nahrával ve studiu píseň „Good Morning, School Girl“, kterou později vydalo vydavatelství Bluebird Records. Později nahrál řadu dalších písní, které se staly hity; jsou to například „Sugar Mama Blues“, „Early in the Morning“ či „Stop Breaking Down“. Ve čtyřicátých letech změnil své dosavadní jméno Sonny Boy Williamson na Sonny Boy Williamson I; změnil si jej kvůli tomu, že další bluesový hudebník Alex Miller z Mississippi používal stejné jméno (Miller si jej změnil na Sonny Boy Williamson II). Zemřel při přepadení ve věku čtyřiatřiceti let, když se vracel domů po koncertě z jednoho chicagského klubu. V roce 1980 byl uveden do Blues Hall of Fame.